# Navahondilla
Navahondilla es un municipio y localidad española de la provincia de Ávila, en la comunidad autónoma de Castilla y León. El término municipal tiene una población de 353 habitantes (INE 2024).

## Geografía
Navahondilla está situada al comienzo de la sierra de Gredos lo que hace del municipio un lugar de orografía muy irregular. La parte norte llega hasta una altura de 1320 m y está formada por distintas lomas. La parte sur es atravesada por la Cañada Real Leonesa Oriental.

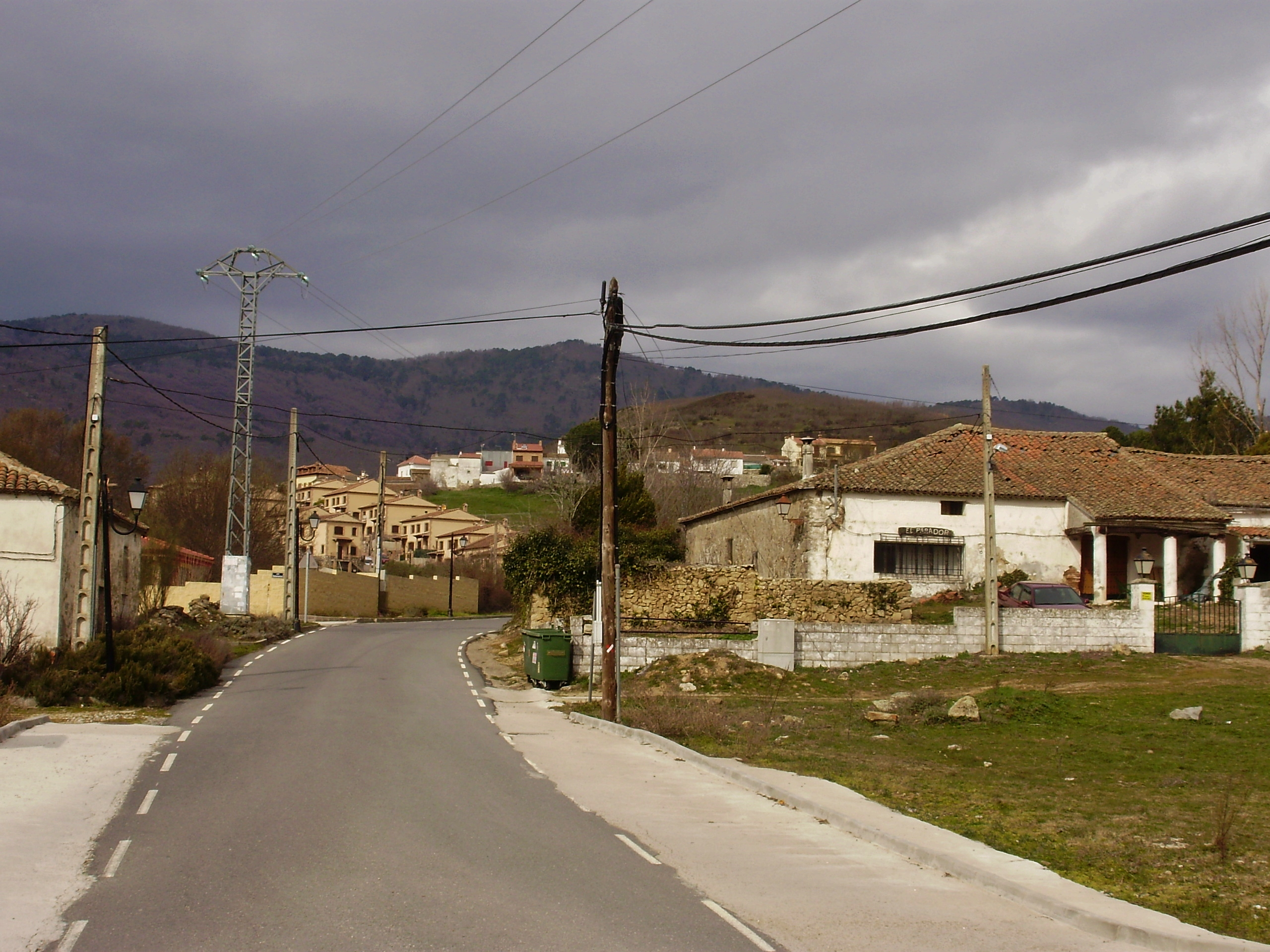
Vista de la localidad

La fauna del municipio es la característica de la sierra de Gredos, con presencia de jabalíes. En el siglo XIX ya se mencionaban los montes poblados de castaños y robles existentes en el término, además de la existencia de dehesas con buenos pastos. También hay pinos.
Navahondilla se encuentra a 50 km de Ávila, a 70 km de Madrid y a solo 8 km de los famosos Toros de Guisando y limita con los municipios de El Tiemblo, Cadalso de los Vidrios, Rozas de Puerto Real y San Martín de Valdeiglesias.
| Noroeste: El Tiemblo                                 | Norte: El Tiemblo                               | Noreste: El Tiemblo                                                              |
| Oeste: Rozas de Puerto Real (Comunidad de Madrid)    |                                                 | Este: San Martín de Valdeiglesias y Cadalso de los Vidrios (Comunidad de Madrid) |
| Suroeste: Rozas de Puerto Real (Comunidad de Madrid) | Sur: Rozas de Puerto Real (Comunidad de Madrid) | Sureste: Cadalso de los Vidrios (Comunidad de Madrid)                            |

El municipio tiene una superficie de 22,07 km². y comprende una serie de entidades como Aleguillas, Cañada Real, Navahonda, Navahondilla, Navapark, Pinar del Valle y Prados Morenos, además del despoblado de Majadillas.

## Historia
Navahondilla fue probablemente poblada por primera vez por los vetones, un pueblo cuyo testimonio más representativo son los Toros de Guisando, que se encuentran en la cercana localidad de El Tiemblo.
La fundación de Navahondilla probablemente se remonta a la reconquista de la zona por parte de Alfonso VI que se culminó con la toma de Cadalso de los Vidrios en 1082 y de Toledo en 1085 y tras la cual se pasó a repoblar la zona de los valle del Alberche y del Tiétar. Navahondilla es nombrada por primera vez en un documento de Alfonso X fechado el 5 de marzo de 1261.
Desde su fundación formó parte de la provincia de Toledo bajo las jurisdicciones de Escalona y Cadalso hasta que el 30 de noviembre de 1833 que, por Decreto Real, pasó de aldea toledana a municipio abulense con jurisdicción y ayuntamiento propio.
Hacia mediados del siglo XIX, el lugar tenía contabilizada una población de 143 habitantes. Aparece descrito en el decimosegundo volumen del Diccionario geográfico-estadístico-histórico de España y sus posesiones de Ultramar de Pascual Madoz de la siguiente manera:

NAVAHONDILLA: l. con ayunt. de la prov. de Avila (10 leg.), part. jud. de Cebreros (2), aud. terr. de Madrid (12), c. g. de Castilla la Vieja (Valladolid 32), dióc. de Toledo (12). sit. en una pequeña colina y dominado por N. y E. de los montes llamados sierra del Castañar y cerro del Guisando; le combaten los vientos S. y O. y su clima es propenso á tercianas. Tiene 50 casas inferiores, inclusa la de ayunt., cárcel, escuela de instruccion primaria comun á ambos sexos, á la que concurren 26 alumnos que se hallan á cargo de un maestro dotado con 600 rs. y la retribucion da sus discípulos, y una igl. parr. (Ntra. Sra. de la Asuncion) aneja de la de Cadalso (prov. de Madrid), cuyo párroco la sirve; el cementerio está en paraje que no ofende la salud pública, y los vec. se surten de aguas para sus usos de las de una fuente que hay en el térm.: este confina N. Casillas y Tiemblo; E. San Martin de Valdeiglesias; S. Cadalso y O. Las Rozas de Puerto Real y Escarabajosa; se estiende una leg. por N. y E. y media por S. y O., y comprende el desp. de Majadillas; montes poblados de castaños y robles; y diferentes deh. con buenos pastos; el terreno es de inferior calidad; caminos: los que dirigen á los pueblos limítrofes, y pasa inmediato á la pobl. una cañada que va á Estremadura; el correo se recibe en Cadalso por un hombre que se encarga de recogerlo. prod.: trigo, centeno, patatas y cáñamo; mantiene ganado cabrio y vacuno, y cria caza de conejos, perdices y otras aves. ind.: la agrícola; el comercio está reducido á la esportacion de carbon y los frutos sobrantes é importacion de los art. de que se carece. pobl.: 40 vec., 143 alm. cap. prod.: 1.578,250 rs. imp.: 63,130. ind. y fab.: 2,000. contr.: 2,500 rs. con 13 mrs.
(Madoz, 1849, pp. 46-47)

La aldea de Majadillas ya era un despoblado a mediados del siglo XIX.

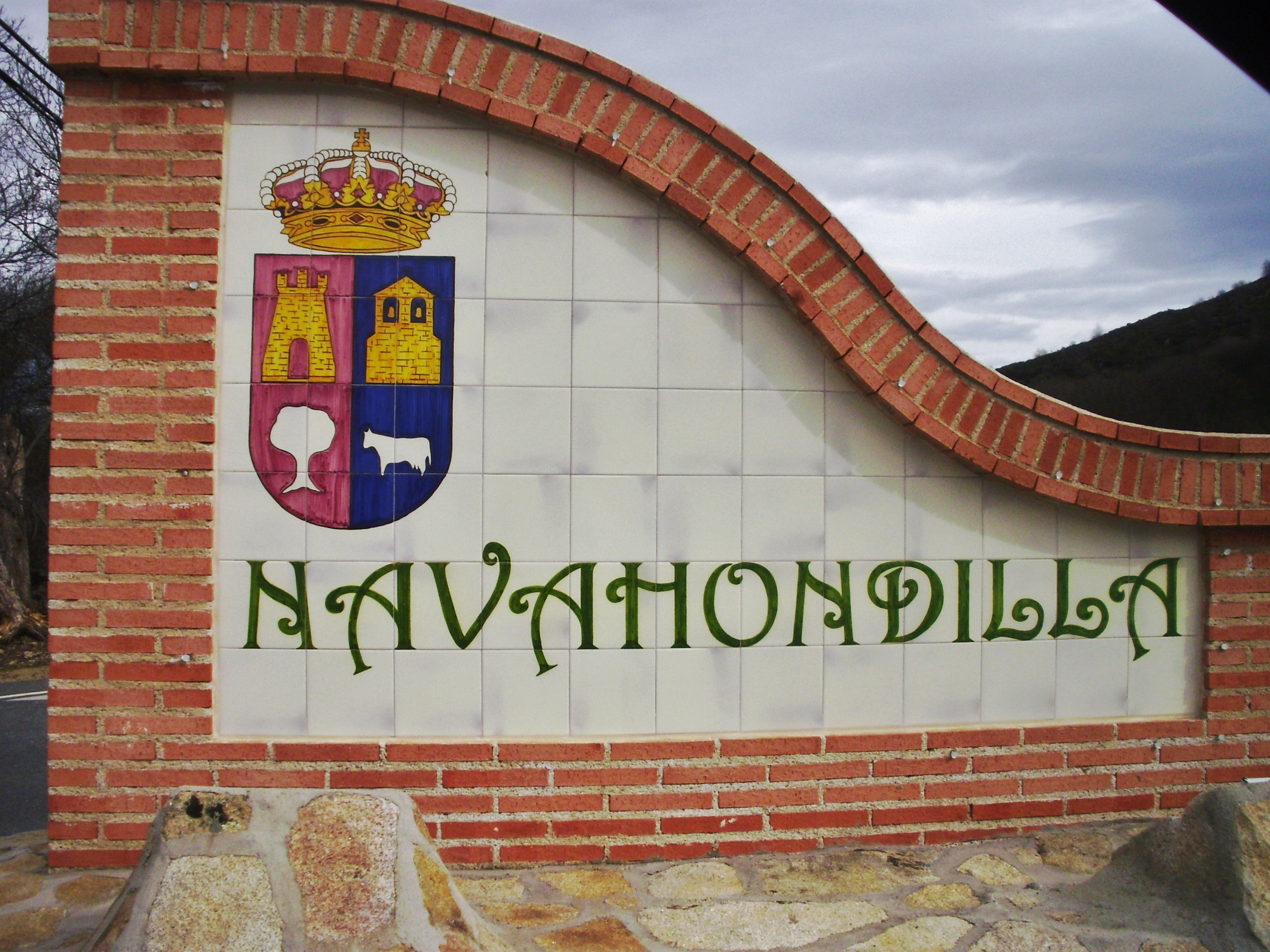
Cartel a la entrada de la localidad

En 2006 se planificó la edificación de 1150 chalés unifamiliares y un campo de golf en un terreno de 71 hectáreas del paraje conocido como Cabeza de Caballo, lindante con una zona de interés ambiental de la Unión Europea y con la Cañada Real Leonesa Oriental, que creó polémica por su posible impacto ambiental aunque, finalmente el proyecto fue suspendido en 2008.
En 2013 se creó un gran revuelo al publicarse en el periódico El País que el alcalde cobraba 31 485 euros anuales.

## Demografía
Navahondilla cuenta con una población de 353 habitantes (INE 2024).
| Gráfica de evolución demográfica de Navahondilla entre 1842 y 2021                                                    |
| |
| Población de derecho según los censos de población del INE. Población de hecho según los censos de población del INE. |

## Patrimonio
En la localidad hay una iglesia bajo la advocación de Nuestra Señora de la Asunción.

## Símbolos
El escudo y la bandera que representan a la entidad de ámbito territorial inferior al municipio fueron aprobados oficialmente el 03 de agosto de 2000. El blasón del escudo heráldico es el siguiente:

Escudo partido. Primero de Gules: Un castillo de oro y árbol de plata. Segundo de Azur: Una Torre de Oro y vaca de plata. Timbrado de Corona Real.
Boletín Oficial de Castilla y León nº 186 de 25 de septiembre de 2000

La descripción de la bandera es la siguiente:

Bandera cuadrada de color verde, blanca y amarilla, en franjas verticales. En el centro el escudo municipal de Navahondilla.
Boletín Oficial de Castilla y León nº 186 de 25 de septiembre de 2000

## Fiestas
- 2 de mayo, San Miguel.
- 15 de agosto, Asunción de la Virgen.